# Monaj, Borsod-Abaúj-Zemplén
Monaj este un sat în districtul Szikszó, județul Borsod-Abaúj-Zemplén, Ungaria, având o populație de 239 de locuitori (2011). 

## Demografie
Componența etnică a satului Monaj
     Maghiari (87,69%)
     Romi (12,31%)
Componența confesională a satului Monaj
     Romano-catolici (59,41%)
     Greco-catolici (18,41%)
     Fără religie (4,6%)
     Reformați (4,18%)
     Necunoscută (13,39%)
     Alte religii (1,67%)
Conform recensământului din 2011, satul Monaj avea 239 de locuitori. Din punct de vedere etnic, majoritatea locuitorilor (87,69%) erau maghiari, cu o minoritate de romi (12,31%).  Din punct de vedere confesional, majoritatea locuitorilor (59,41%) erau romano-catolici, existând și minorități de greco-catolici (18,41%), persoane fără religie (4,6%) și reformați (4,18%). Pentru 13,39% din locuitori nu este cunoscută apartenența confesională.